# Теорема Єгорова
Теорема Єгорова (теорема Северіні — Єгорова) — твердження в теорії міри про зв'язок збіжності майже всюди і рівномірної збіжності.  

## Твердження теореми
Нехай {\displaystyle (X,{\mathcal {S}},\mu )} — вимірний простір, в {\displaystyle E} — підмножина {\displaystyle X} скінченної міри. Якщо послідовність {\displaystyle f_{n}} вимірних функцій збігається майже всюди до функції {\displaystyle f}, тоді для довільного числа {\displaystyle \delta >0} існує множина {\displaystyle E_{\delta }} така що {\displaystyle \mu (E_{\delta })<\delta } і збіжність {\displaystyle f_{n}\rightarrow f} є рівномірною на доповненні {\displaystyle E-E_{\delta }}.

## Доведення
Нехай {\displaystyle E_{i,j}=\{x\in E:|f_{j}(x)-f(x)|<1/i\}.} Оскільки {\displaystyle f_{n}\to f} майже всюди, існує множина {\displaystyle S} для якої {\displaystyle \mu (S)=0} і для  {\displaystyle i\in \mathbb {N} } і {\displaystyle x\in E-S} існує таке {\displaystyle m\in \mathbb {N} ,} що з {\displaystyle j>m} випливає {\displaystyle |f_{j}(x)-f(x)|<1/i}. Це можна записати як:
{\displaystyle E-S\subset \cup _{m\in \mathbb {N} }\cap _{j>m}E_{i,j},}
або еквівалентно,
{\displaystyle \cap _{m\in \mathbb {N} }\cup _{j>m}(E-E_{i,j})\subset S.}
Оскільки {\displaystyle \{\cup _{j>m}(E-E_{i,j})\}_{m\in \mathbb {N} }} є спадною послідовністю вкладених множин скінченної міри, перетин яких є пустою множиною, із неперервності зверху одержується
{\displaystyle \mu (\cup _{j>m}(E-E_{i,j})){\xrightarrow[{m\to \infty }]{}}0.}
Тому для довільного {\displaystyle i\in \mathbb {N} }, можна вибрати {\displaystyle m_{i},} так що
{\displaystyle \mu (\cup _{j>m_{i}}(E-E_{i,j}))<{\frac {\delta }{2^{i}}}.}
Нехай {\displaystyle E_{\delta }=\cup _{i\in \mathbb {N} }\cup _{j>m_{i}}(E-E_{i,j}).}
Тоді {\displaystyle \mu (E_{\delta })\leq \sum _{i=1}^{\infty }\mu (\cup _{j>m_{i}}(E-E_{i,j}))<\sum _{i=1}^{\infty }{\frac {\delta }{2^{i}}}=\delta .}
Збіжність {\displaystyle f_{n}\to f} є рівномірною на множині {\displaystyle E-E_{\delta }}. Справді для довільного {\displaystyle \varepsilon >0}, існує {\displaystyle n} таке що {\displaystyle 1/n<\varepsilon }. Якщо {\displaystyle x\in E-E_{\delta }}, тоді {\displaystyle x\in \cap _{i\in \mathbb {N} }\cap _{j>m_{i}}E_{i,j},}
звідки випливає, що для {\displaystyle j>m_{n}}, {\displaystyle x\in E_{n,j}}; тобто, {\displaystyle |f_{j}(x)-f(x)|<1/n<\varepsilon }.
Тому для довільного {\displaystyle \varepsilon >0} існує {\displaystyle N} (визначене вище як {\displaystyle m_{n}}), що для {\displaystyle j>N} виконується {\displaystyle |f_{j}(x)-f(x)|<\varepsilon } для довільного {\displaystyle x\in E-E_{\delta }}. Тобто на множині {\displaystyle x\in E-E_{\delta }} збіжність є рівномірною, що й доводить теорему.